# Погодин, Алексей Иванович (Герой Социалистического Труда)
Алексей Иванович Погодин — советский хозяйственный, государственный и политический деятель, Герой Социалистического Труда.

## Биография
Родился в 1921 году в деревне Борково. Член КПСС.
Участник Великой Отечественной войны, начальник разведки 2-го дивизиона 49-й гвардейской тяжёлой гаубичной артиллерийской бригады разрушения 3-го Украинского фронта, начальник штаба артиллерийского дивизиона в городе Чирпан. С 1948 года — на хозяйственной, общественной и политической работе. В 1948—1994 гг. — мастером Визьменского лесопункта, начальник Даниловского лесопункта Белозерского леспромхоза, начальник Конец-Слободского лесопункта Белозерского леспромхоза, начальник Визьменского лесопункта, главный инженер, директор Белозерского леспромхоза, заместитель начальника комбината «Череповецлес», заместитель начальника Всесоюзного лесопромышленного объединения «Вологдалеспром», директор Череповецкой сплавной конторы, генеральный директор производственного лесозаготовительного объединения «Череповецлес».
Указом Президиума Верховного Совета СССР от 19 марта 1981 года присвоено звание Героя Социалистического Труда с вручением ордена Ленина и золотой медали «Серп и Молот».
Умер в Череповце в 2007 году.